# Brook Kerr
Brook Kerr (Indianápolis, Indiana; 21 de noviembre de 1973) es una actriz estadounidense conocida por interpretar a Whitney Russell Harris en la telenovela de televisión Pasiones.

## Vida personal
Kerr se mudó a Los Ángeles después de graduarse en el instituto para perseguir una carrera en el mundo de la interpretación. Ha vivido allí desde entonces.
Tuvo a su hijo cuando  tenía 16 años  con su novio de mucho tiempo Christopher Warren. Kerr y Warren han estado junto desde la adolescencia, pero se separaron en 2009. Su hijo Chris Warren, Jr. también es un actor;  ha aparecido como Zeke en High School Musical, High School Musical 2, y High School Musical 3: Senior Year 3.
Apareció en el vídeo del nuevo single de Kenny Chesney "Everybody Wants to Go to Heaven". También estuvo en el vídeo musical de 3T "Why" junto a Michael Jackson en 1995.

## Carrera
Kerr ha interpretado al personaje de Whitney Russell Harris desde el debut de la serie en 1999 y es considerada una de sus estrellas veteranas. Abandonó el papel de Whitney el 6 de septiembre de 2007, pero regresó para el final de la serie brevemente desde mediados de junio de 2008 hasta principios de agosto de 2008 en una aparición invitada. En 2008, interpretó a Tara Thornton en el primer piloto no emitido de la serie de televisión de HBO True Blood, y fue posteriormente reemplazado por Rutina Wesley para aquel papel.